# نباتات القارة القطبية الجنوبية

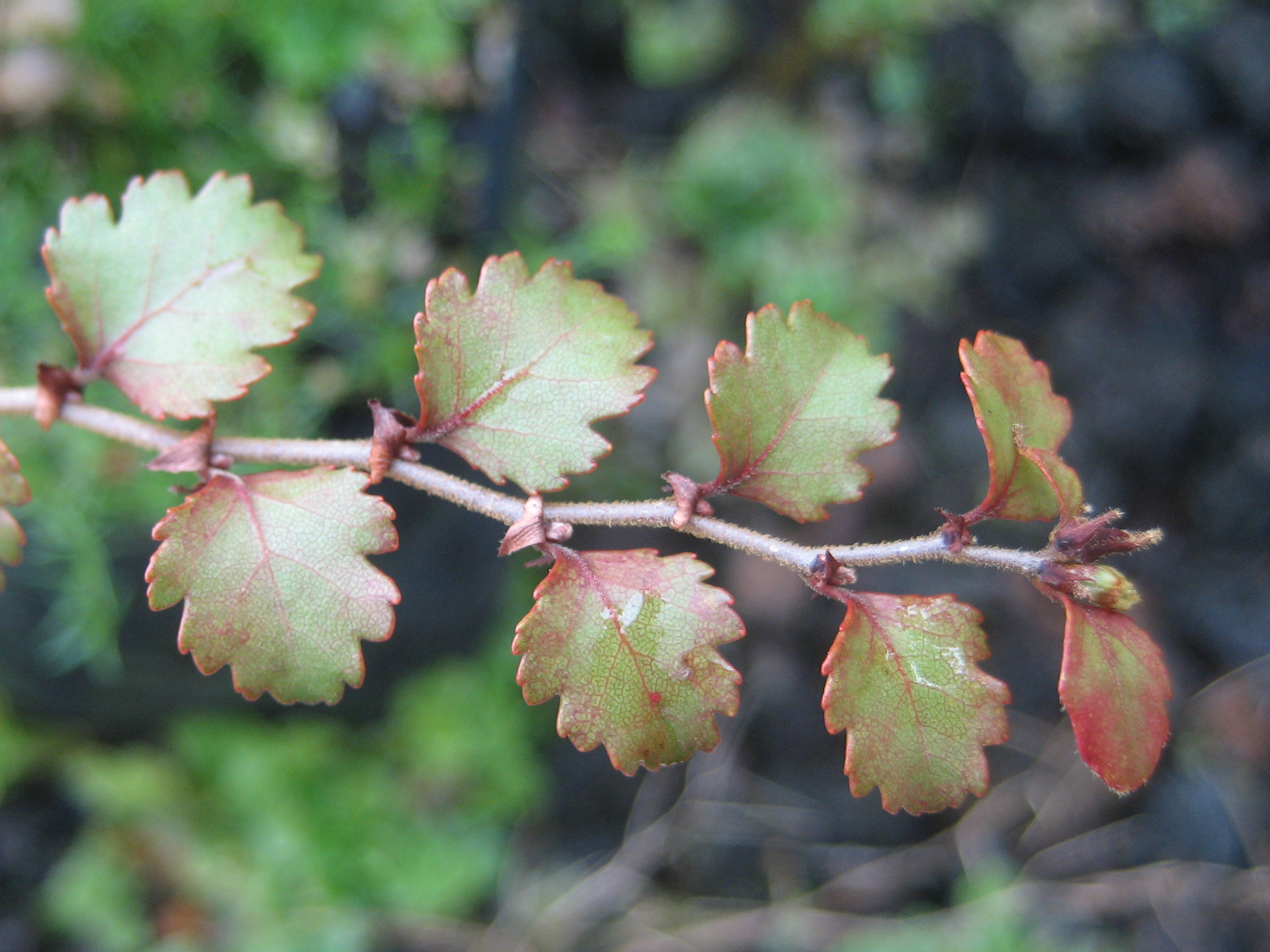
Nothofagus fusca

نباتات انتاركتيكا هي مجتمع نباتي متميز تنتمي إلى النباتات الوعائية التي تطورت منذ ملايين السنين في القارة الكبرى غوندوانا، والآن توجد في عدة مناطق متفرقة من النصف الجنوبي من الكرة الأرضية، بما في دلك جنوب أمريكا، وجنوب أفريقيا ونيوزيلندا و أستراليا ونيو كاليدونيا. استنادا إلى أوجه التشابه في النبات، حدد العالم النباتي رونالد جود ملكة نباتات منفصلة في أنتاركتيكا، والتي شملت جنوب أمريكا الجنوبية، ونيوزيلندا، والجزر الجنوبية. حدد لأستراليا مملكة نباتات، وشملت غينيا الجديدة وكاليدونيا الجديدة، وذلك بسبب تدفق النباتات الأوراسية الاستوائية التي كانت في معظمها في أنتاركتيكا.
إن النباتات الخشبية في أنتاركتيكا تشمل الصنوبريات Podocarpacea و Araucariaceae و Callitroideae من فصيلة السرويات، و مغطاة البذور: بروطيات، Griseliniaceae ، عذاميات ، Atherospermatac، وWinteraceae. كثير من السراخس والنباتات المزهرة، بما فيها شجرة السرخس Dicksonia ، هي من سمات نباتات أنتاركتيكا.

## الفلورة الحالية
قارة أنتاركتيكا غاية في البرودة والجفاف لدعم أي نبات وعائي لملايين السنين، وحاليا تتكون مملكة النباتات حاليا من نحو 250 أشنة، 100 حزازية، 25 إلى 30 من أنواع حشيشة الكبد، و نحو 700 نوع في البر والبحر من الطحالب. اثنين من النباتات المزهرة، الديشمبية القطبية الجنوبية (الاسم العلمي:Deschampsia antarctica) (حشيشة الشعر القطبية الجنوبية) والكولبنطس الكيتوني (الاسم العلمي:Colobanthus quitensis)، ويتم العثور على بعض منها في الأجزاء الشمالية والغربية من شبه الجزيرة القطبية الجنوبية.